# Bruno Kleberg
Bruno Kleberg (* 2. November 1927; † 12. Mai 2005) war ein deutscher Dokumentarfilmer und einer der Pioniere des DEFA-Dokumentarfilms.

## Leben und Wirken
An der Seite seiner Mutter, der Filmeditorin Ella Ensink, hatte Kleberg das Schnitt-Handwerk von der Pike auf gelernt und wurde bereits bei den ersten Ausgaben der 1946 gegründeten DEFA-Wochenschau Der Augenzeuge als Schnittmeister eingesetzt. Ein Jahr später dreht er seinen ersten selbständigen Film: Sachsenhausen-Prozeß, eine Auftragsproduktion der DEFA für sowjetische Dienststellen. Danach folgten bis zu seinem Weggang von der DEFA 1958 mehr als 50 Dokumentarfilme unterschiedlicher Länge, in denen er aktuelle politische Themen aufgriff. Ende der 1950er Jahre wechselte er zur Unterhaltungsabteilung des Deutschen Fernsehfunks (DFF), die er maßgeblich mitprägte.
Klebergs jüngere Schwester war die Regisseurin Johanna Niestradt.

## Filmografie (Auswahl)
- 1948: Sachsenhausen-Prozeß (Regie)
- 1948: Wer wählt, wählt Krieg (Regie)
- 1948: Ein Weg – ein Ziel (Regie)
- 1948: Berlin hat sich entschieden (Regie)
- 1949: Treffpunkt Budapest (Regie)
- 1949: So darf es nicht mehr weitergehen (Regie)
- 1949: Gründung der Deutschen Demokratischen Republik (Regie)
- 1950: HO – Helferin zum besseren Leben (Regie, Schnitt)
- 1950: Unsere Verantwortung (Drehbuch, Regie, Schnitt)
- 1950: Neues Deutschland (Regie, Schnitt)
- 1950: Immer bereit (Drehbuch, Schnitt)
- 1950: Der Weg nach oben (Drehbuch, Schnitt)
- 1951: Sport der Millionen (Drehbuch, Regie)
- 1951: Oberhof 1951 (Regie)
- 1951: Jugend der Welt im friedlichen Wettstreit (Drehbuch, Regie)
- 1951: Fünf Jahre Freie Deutsche Jugend (Regie)
- 1952: Vorwärts zum Sozialismus (Regie)
- 1952: Heimat, wir schützen dich (Regie)
- 1952: Gefahr über Deutschland (Drehbuch, Regie)
- 1953: Wir sind im Zoo (Drehbuch, Regie)
- 1953: 30. Dezember (Regie)
- 1954: Unsere Heimat (Regie)
- 1954: Geschichte einer Straße (Drehbuch, Regie)
- 1954: Generale, Paraden, Manöver (Regie)
- 1954: Gefahr aus der Luft (Regie)
- 1954: Ernst ist die Stunde (Drehbuch, Regie)
- 1954: Die Partei hielt ihr Wort (Regie)
- 1955: Ameko Kaäre – Ami go home (Regie)
- 1955: Eine staubige Geschichte (Regie)
- 1955: 521 (Drehbuch)
- 1956: Abenteuer um Rembrandt (Drehbuch, Regie)
- 1956: Starke Freunde im Fernen Osten (Drehbuch, Regie)
- 1956: Der Vorfilm läuft (Drehbuch, Regie)
- 1957: Der 4. August (Drehbuch, Regie)
- 1957: Überall ist Zwergenland (Drehbuch, Regie)
- 1957: Ick und die Berliner (Drehbuch, Regie)
- 1957: Flugtag der GST (Drehbuch, Regie)
- 1958: Nach 5000 Jahren (Regie)
- 1959: Ein Herbsttag in Alexandria (Drehbuch, Regie)
- 1959: 10 Jahre DDR in Filmdokumenten 1949–1959 (Drehbuch, Regie)
- 1961: Bodo Baddy's bunte Bühne – (Regie) (DFF)
- 1962: Von Melodie zu Melodie – XIV. Folge (Regie) (DFF)
- 1967: Kämpfer und Sieger – Folge 3 (Regie) (DFF)